# Ayenia fruticosa
Ayenia fruticosa är en malvaväxtart som beskrevs av Joseph Nelson Rose. Ayenia fruticosa ingår i släktet Ayenia och familjen malvaväxter. Inga underarter finns listade i Catalogue of Life.